# آغار إندو

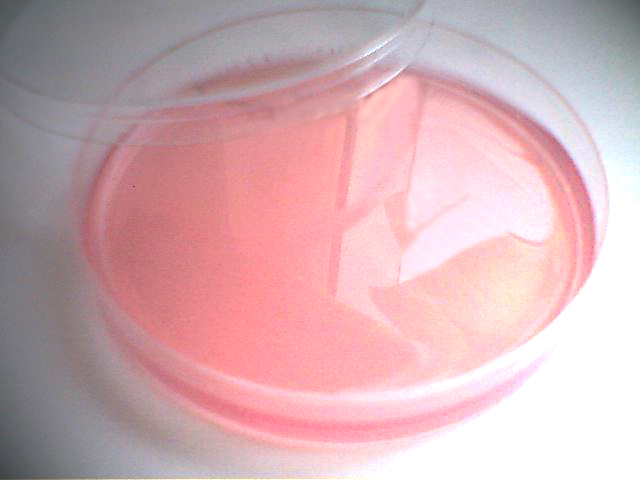
أجار إندو

أجار إندو (بالإنجليزية: Endo agar )‏ «يسمى أيضا وسط الإندو» وهو عبارة عن وسط نمو للكائنات الحية الدقيقة ذو لون وردي باهت. وقد تم عمله وتطويره في الأصل لعزل بكتيريا السلمونيلا التيفية ويستخدم حالياً في معظم الأحيان كوسط لبكتيريا القولون «الكوليفورم». معظم الكائنات السالبة لصبغة جرام تنمو جيداً على هذا الوسط، في حين أنه يتم تثبيط نمو الكائنات الموجبة لصبغة جرام. وتقوم بكتريا القولون بتخمير اللاكتوز في هذا الوسط وتنتج لون أحمر (مثل بكتريا إشريكية قولونية E.Coli)، في حين أن الكائنات غير القادرة على تخمير اللاكتوز تنتج مستعمرات عديمة اللون وواضحة  مثل، بكتيريا السلمونيلا).

## التركيب النموذجي
يحتوي وسط أجار إندو على ما يلي (وزن / حجم):
- 1.0 % بيبتون
- 0.25 % فوسفات الهيدروجين ثنائي البوتاسيوم K2HPO4
- 1.0 % لاكتوز
- 0.33 % كبريتات الصوديوم اللامائي Na2SO3
- 0.03 % فوشين
- 1.25 % أجار